# Fédération mondiale du jeu de dames
Pour les articles homonymes, voir FMJD.
La Fédération mondiale du jeu de dames (FMJD, en anglais officiellement World Draughts Federation FMJD) est l'organisme international qui unit les différentes fédérations nationales du jeu de Dames. Elle a été fondée en 1947 par les quatre fédérations de France, Pays-Bas, Belgique et Suisse.

## Membres
En ce moment, plus de cinquante fédérations nationales sont membres de la FMJD.
Récemment, la FMJD est devenue membre de l'Association globale des fédérations sportives internationales et demande une reconnaissance olympique.
La FMJD encourage le mouvement global, dont elle fait partie, en faveur de l'adhésion des sports de l'esprit comme sport à part entière.
La FMJD est membre de :
- Association globale des fédérations sportives internationales
- Association internationale des sports de l'esprit

## Présidents
- 1947: J. H. Willems, Pays-Bas
- 1968: Beppino Rizzi, Italie
- 1975: Huib van de Vreugde, Pays-Bas
- 1978: Piet Roozenburg, Pays-Bas
- 1980: Wim Jurg, Pays-Bas
- 1984: Vadim Bairamov, URSS
- 1985: Piet Roozenburg, Pays-Bas (interim)
- 1986: Piet Roozenburg, Pays-Bas
- 1990: Vadim Bairamov, URSS
- 1991: Chr. H. ten Haaf, Pays-Bas
- 1992: Gaetano Mazzilli, Italie (interim)
- 1992: Wouter van Beek, Pays-Bas
- 2003: Ivan Shovkoplias, Ukraine
- 2005: Vladimir Ptitsyn, Russie
- 2009: Harry Otten, Pays-Bas
- 2017: Janek Mäggi, Estonie
- 2021: Jacek Pawlicki, Pologne

## Membres

### Afrique
- Afrique du Sud – Mind Sports South Africa
- Bénin – Fédération béninoise de jeu de dames (FEBEJED)
- Burkina Faso – Fédération burkinabé du jeu de dames
- Cameroun – Fédération camerounaise de jeu de dames
- Congo – Fédération congolaise du jeu de dames FNDA
- Côte d'Ivoire – Fédération ivoirienne du jeu de dames
- Gambie – Gambian National Draughts Federation
- Guinée – Fédération guinéenne du jeu de dames et des échecs
- Liban – Fédération libanaise du jeu de dames (expatriot)
- Mali – Fédération malienne du jeu de dames
- Mauritanie – Federation Mauritanienne du jeu de dames
- Niger – Association nigérienne du jeu de dames
- Ouganda – Uganda Draughts Federation
- Sénégal – Fédération sénégalaise du jeu de dames
- Somalie – Somali Draughts Sport Association
- Togo – Association du jeu de dames Togo

### Amérique
- Barbade – Barbados Draughts Association
- Brésil – Confederacao Brasileira de Jogo de Damas
- Canada – Federation canadienne du jeu de dames
- Costa Rica – Asociacion Costarricense del Juego de Damas
- Curaçao – Curaçaose Dambond
- République dominicaine – Federacion Dominicana de Juego de Damas
- États-Unis – American Pool Checkers Association / International Checkers Association of North America
- Grenada – Grenada Draughts Association
- Haïti – Fédération haïtienne du Jeu de Dames
- Jamaïque – Jamaica Board Games Foundation
- Panama – Asociacion Panamena de Juego de Damas
- Suriname – Surinaamse Dambond
- Trinité-et-Tobago – Trinidad and Tobago Draughts Association

### Asie
- Chine – Chinese Draughts Association
- Inde – Draughts Federation of India
- Japon – Japanese draughts association
- Kazakhstan – Draughts Federation of Kazachstan
- Mongolie – Mongolian Federation of Draughts
- Ouzbékistan – Uzbekistan Draughts Federation
- Pakistan – Pak Draughts Federation
- Turkménistan – Draughts Federation of Turkmenistan

### Océanie
- Australie – Australian Draughts Federation

### Europe
- European Draughts Confederation

- Allemagne – Interessengemeinschaft Damespiel in Deutschland
- Angleterre – English Draughts Association
- Arménie – Armenian Draughts Federation
- Azerbaïdjan – Azerbaijan Draughts Federation
- Biélorussie – Belarus Draughts Federation
- Belgique – Koninklijke Belgische Dambond
- Bulgarie – Bulgarian Draughts Federation
- Croatie – Croatian Draughts Federation
- Estonie – Estonian Draughts Federation
- France – Fédération française de jeu de dames fondée en 1937
- Géorgie – Georgian Draughts Federation
- Hongrie – Hungary Draughts Federation
- Israël – Israeli Draughts Federation
- Italie – Federazione Italiana Dama
- Lettonie – Latvian Draughts Union
- Lituanie – Lithuanian Draughts Federation
- Moldavie – Draughts Federation of Moldavia
- Pays-Bas – Koninklijke Nederlandse Dambond
- Pays de Galles – Cymdeithas Draffts Cymru
- Pologne – Polish Draughts Federation
- Portugal – Fédération portugaise du jeu de dames[2]
- République tchèque – Ceska Federace Damy
- Russie – The Draughts Federation of Russia
- Slovénie – Slovene Draughts Federation
- Suisse – Fédération suisse du jeu de dames
- Turquie – Türkiye Dama Federation
- Ukraine – Ukrainian Draughts Federation